# 우젤랑 환초
우젤랑 환초(Ujelang Atoll)는 태평양에 위치한 마셜 제도의 환초로, 랄리크 열도에 속하며 30개 섬으로 구성된 환초이다. 마셜 제도 최서단에 위치하고 있고 에네웨타크 환초에서 남동쪽으로 217km 정도 떨어진 곳에 위치한다. 육지 면적은 1.86km2, 석호 면적은 185.94km2이다.